# Ringstraße (Siegburg)
Die Ringstraße in Siegburg ist eine Gemeindestraße in der Innenstadt. Sie verläuft in einem Bogen außerhalb der alten Stadtmauer. Sie ist großteils Wohnstraße ohne Gewerbeeinheiten.

## Lage
Die Ringstraße führt von der Einmündung Alleestraße/Bachstraße zur Kaiserstraße. Von ihr gehen der Friedensplatz und die Humperdinckstraße ab. Die Ringstraße ist zur Kaiserstraße durch Poller für den Fahrzeugverkehr gesperrt.

## Öffentliche Einrichtungen
In der Ringstraße liegen das Parkhaus der Rhein-Sieg-Halle und das Krankenhaus von Siegburg, die Helios-Klinik mit der Kapelle.

## Baudenkmäler
Die Straße hat ein besonderes Flair durch ihre denkmalgeschützten Wohnhäuser aus der Zeit um 1900, unter anderem das Haus Ringstraße 21.
Diese Baudenkmäler sind in Teil A der Denkmalliste der Stadt Siegburg eingetragen; Grundlage für die Aufnahme ist das Denkmalschutzgesetz Nordrhein-Westfalen (DSchG NRW).

### Kapelle Königin des Friedens
An der Ecke Ringstraße / Bachstraße liegt die in Siegburg als „Marien-Kapellchen“ bekannte kleine Kapelle. Bezeugt ist sie ab dem frühen 18. Jh., damals noch  außerhalb der Stadt, und gehörte zum Besitz der Abtei Michaelsberg.  Nach Zerstörungen und Verfall wurde sie 1763 vom damaligen Abt der Benediktiner auf dem Michaelsberg, Gottfried Ferdinand von Schaumburg, als „Stadtkapelle Königin des Friedens“ im Barockstil neu aufgebaut. Nach erneuter Zerstörung im Zweiten Weltkrieg wurde sie 1954 wiedererrichtet und 2012 renoviert.

## Siehe auch

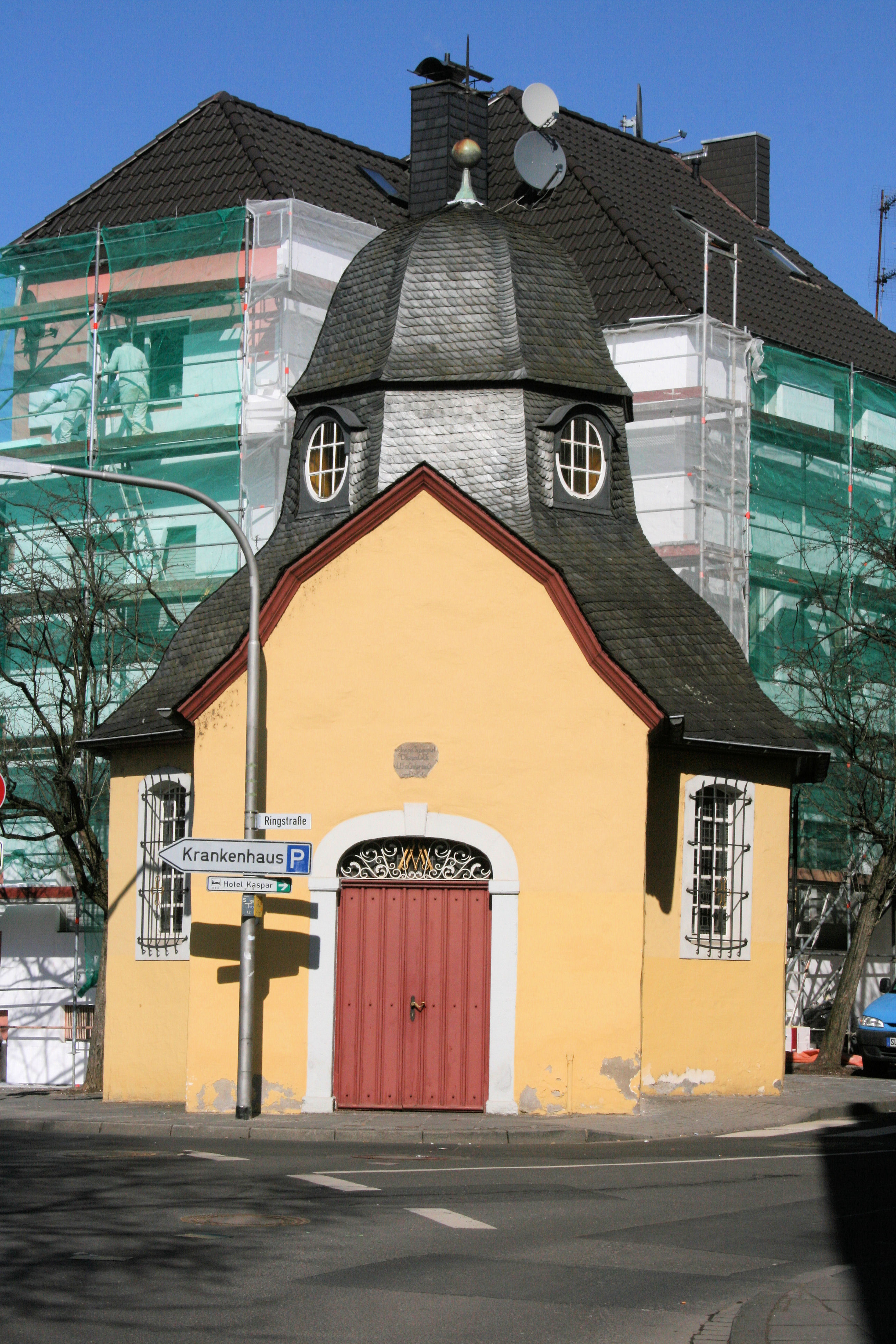
Die Kapelle Königin des Friedens
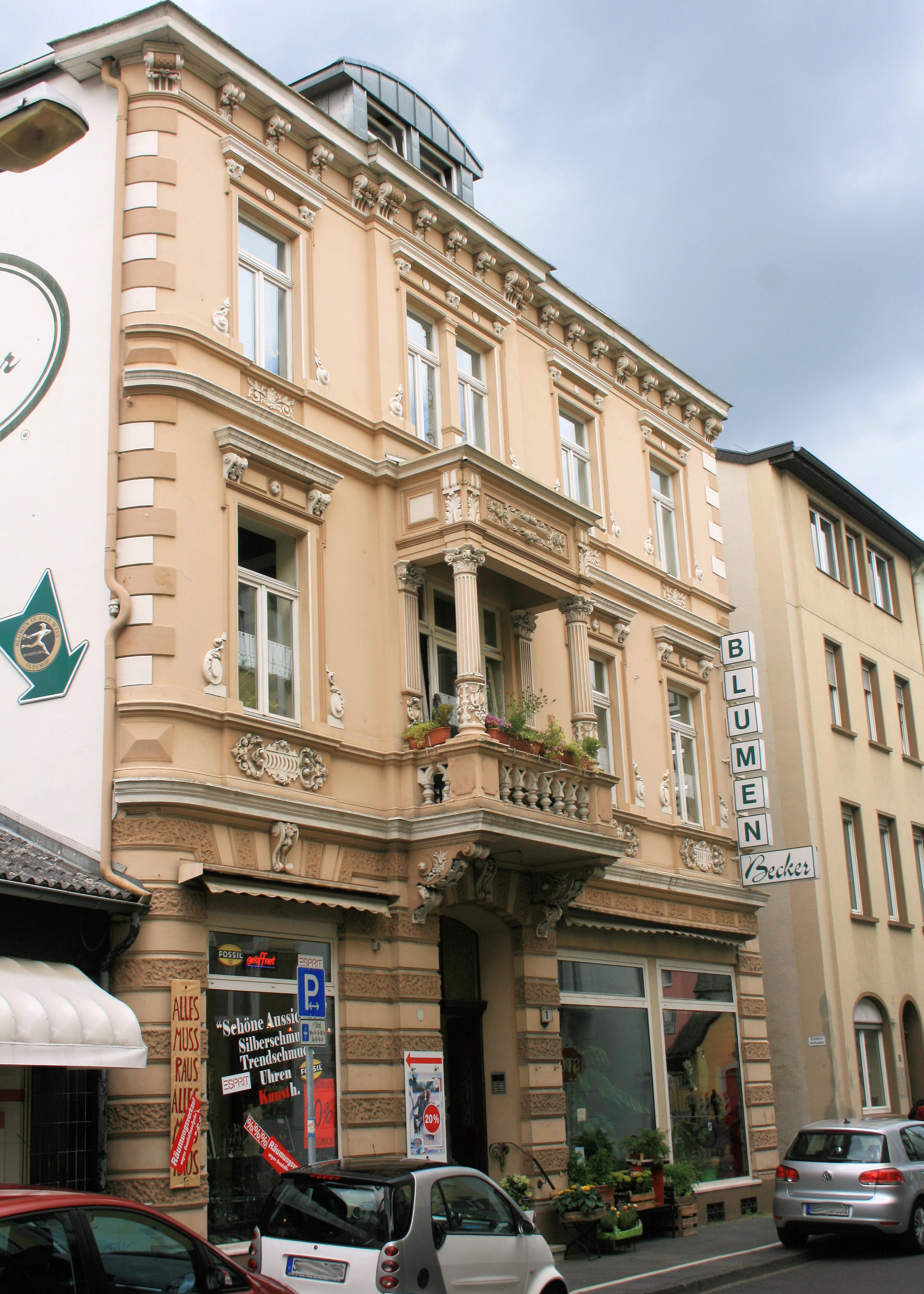
Haus Nr. 1
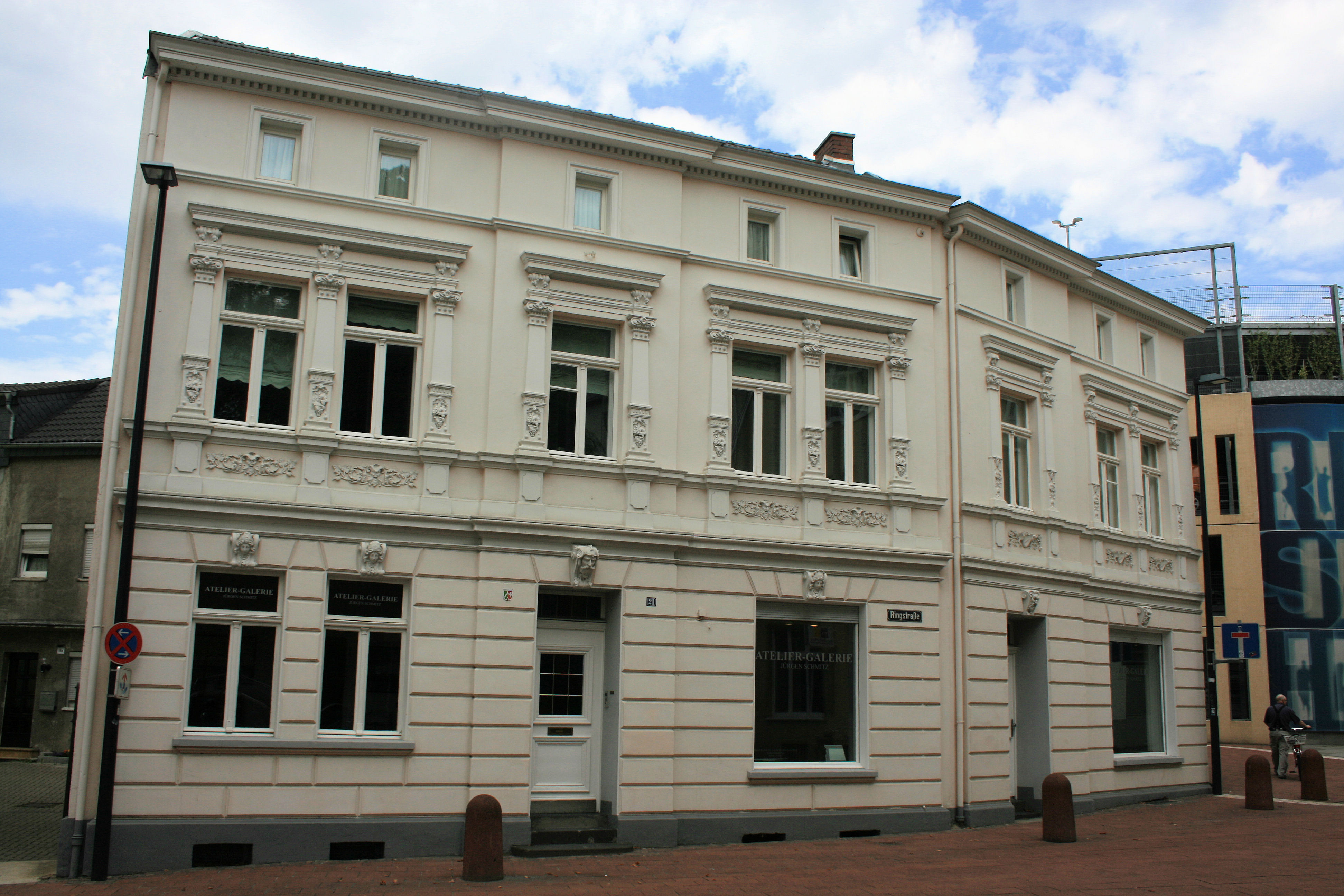
Haus Nr. 21
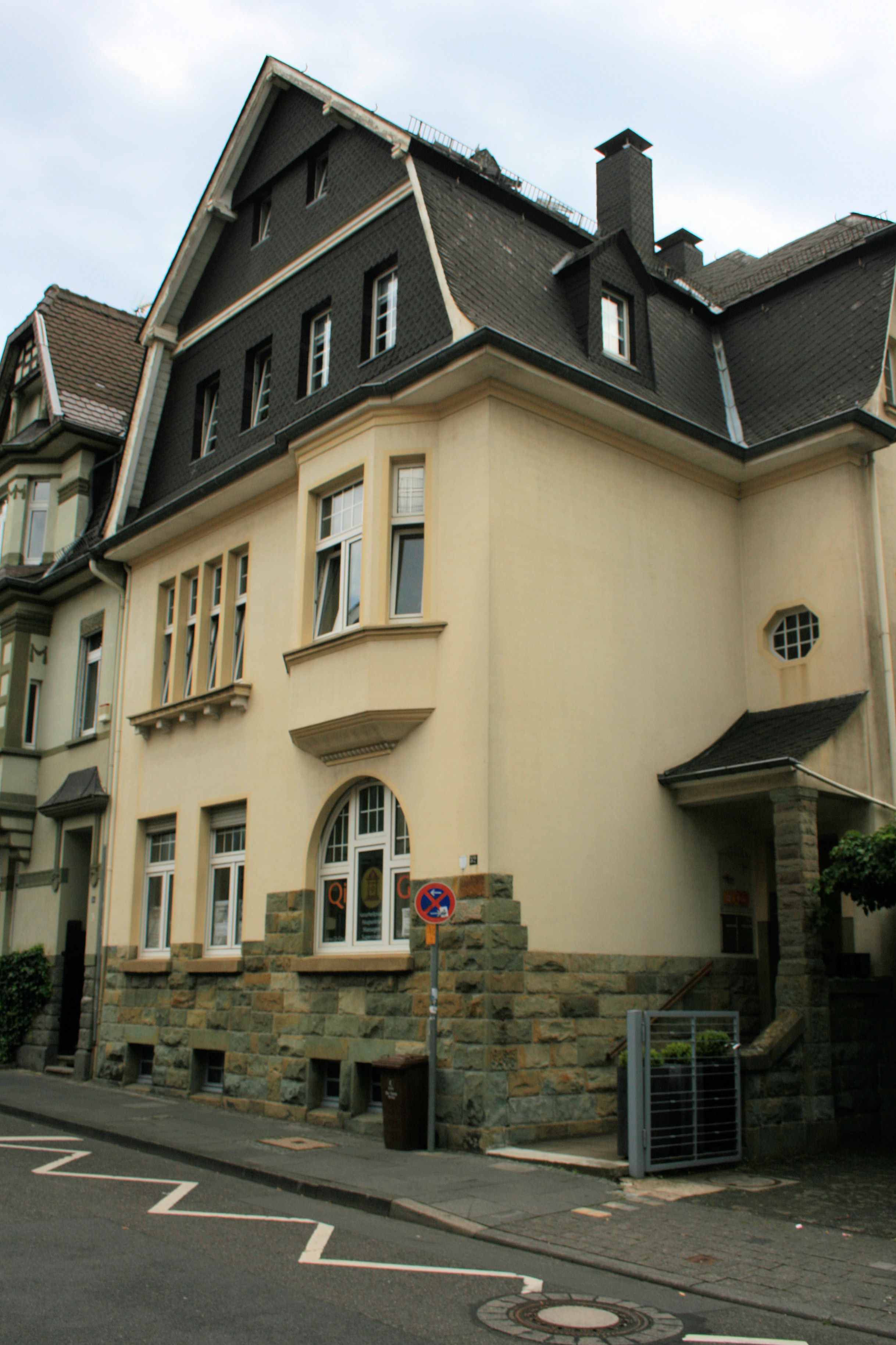
Haus Nr. 32
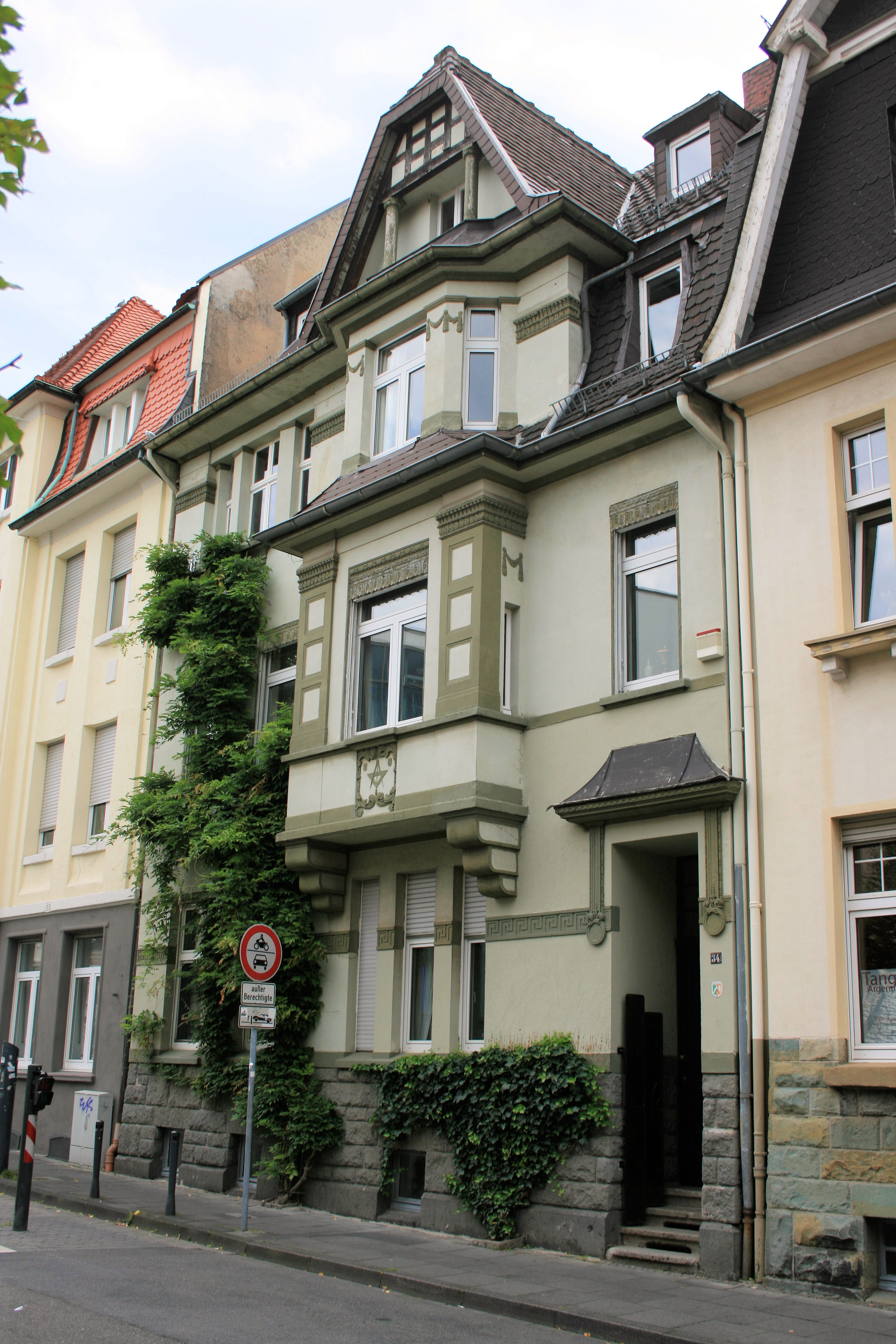
Haus Nr. 34
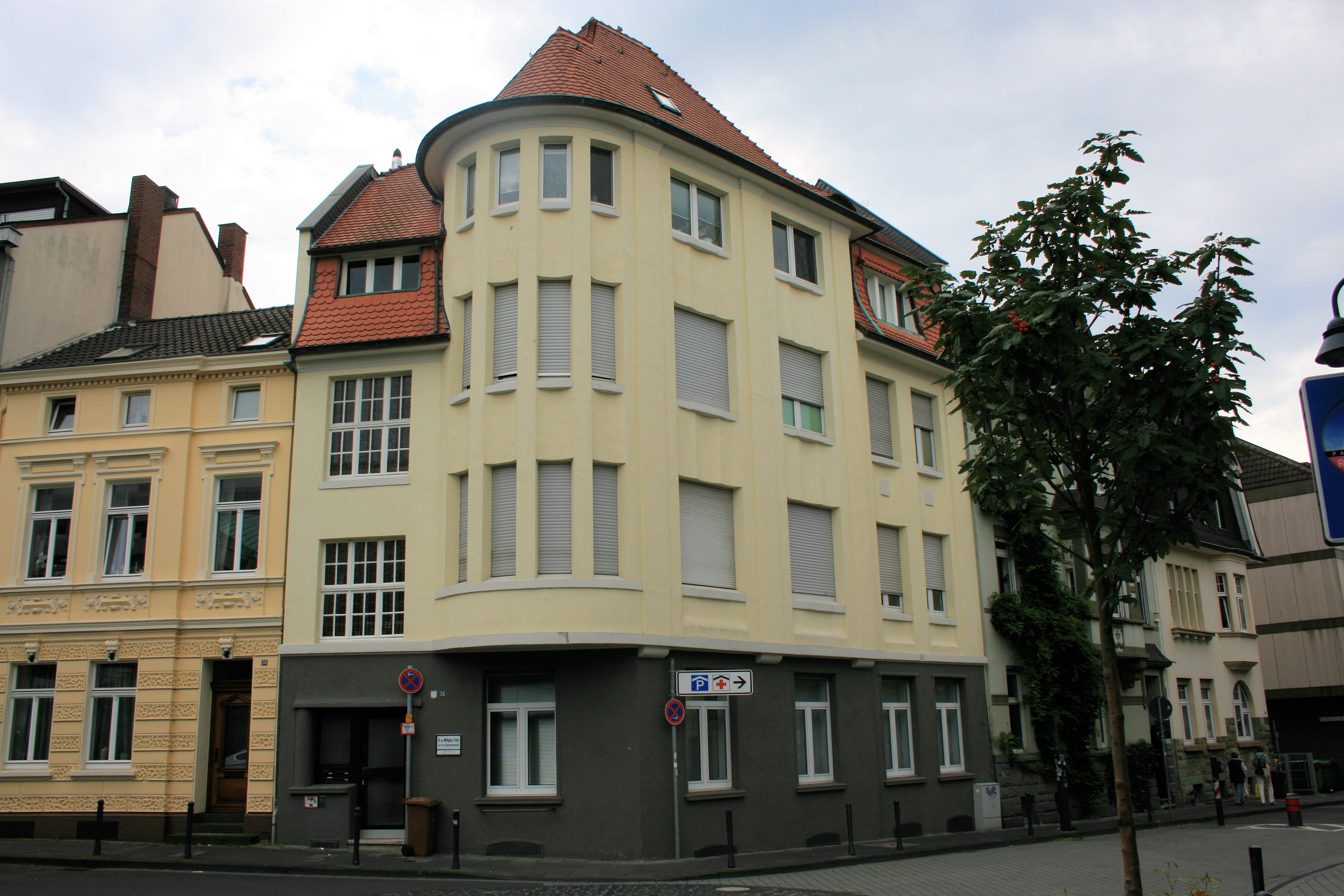
Haus Nr. 36
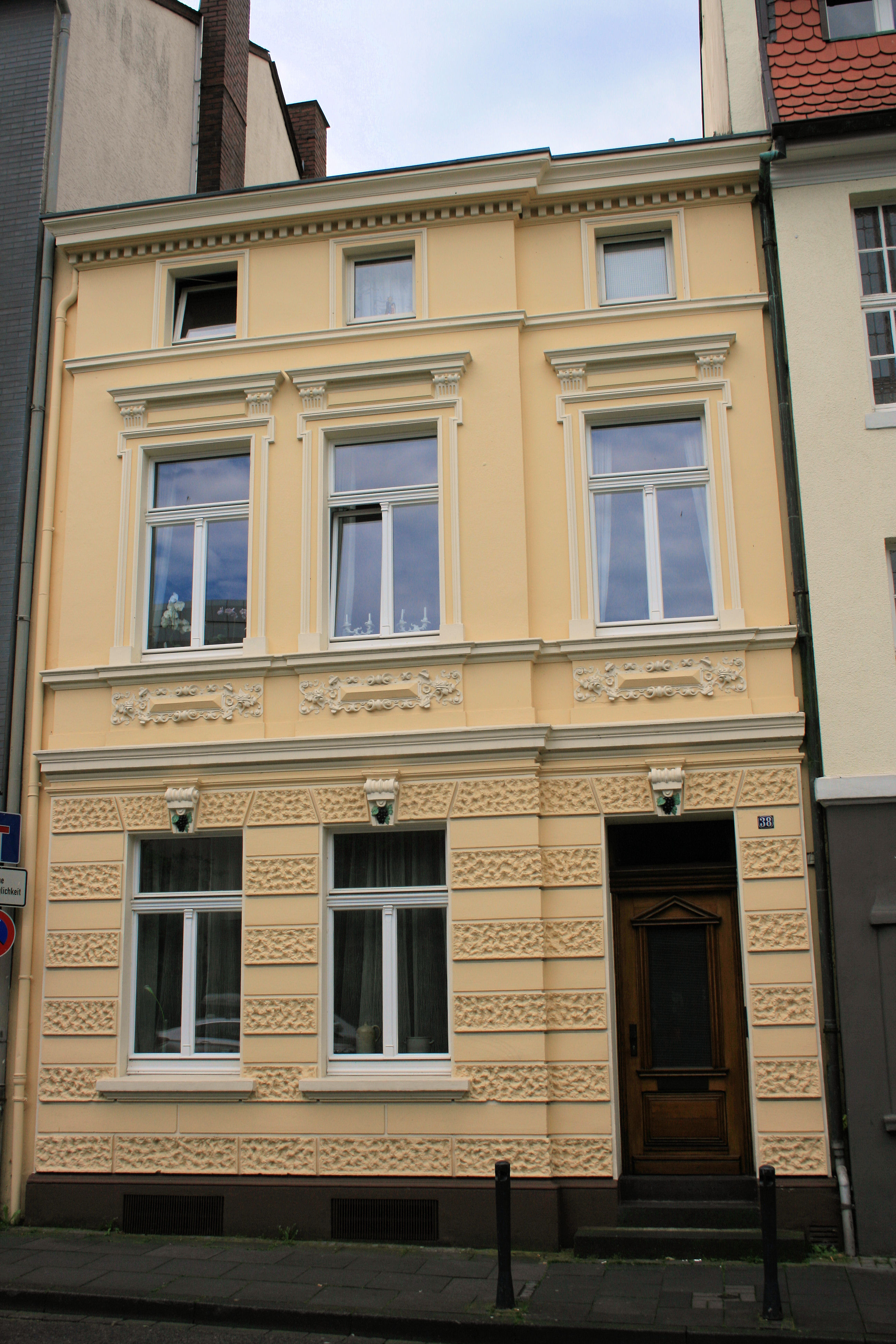
Haus Nr. 38
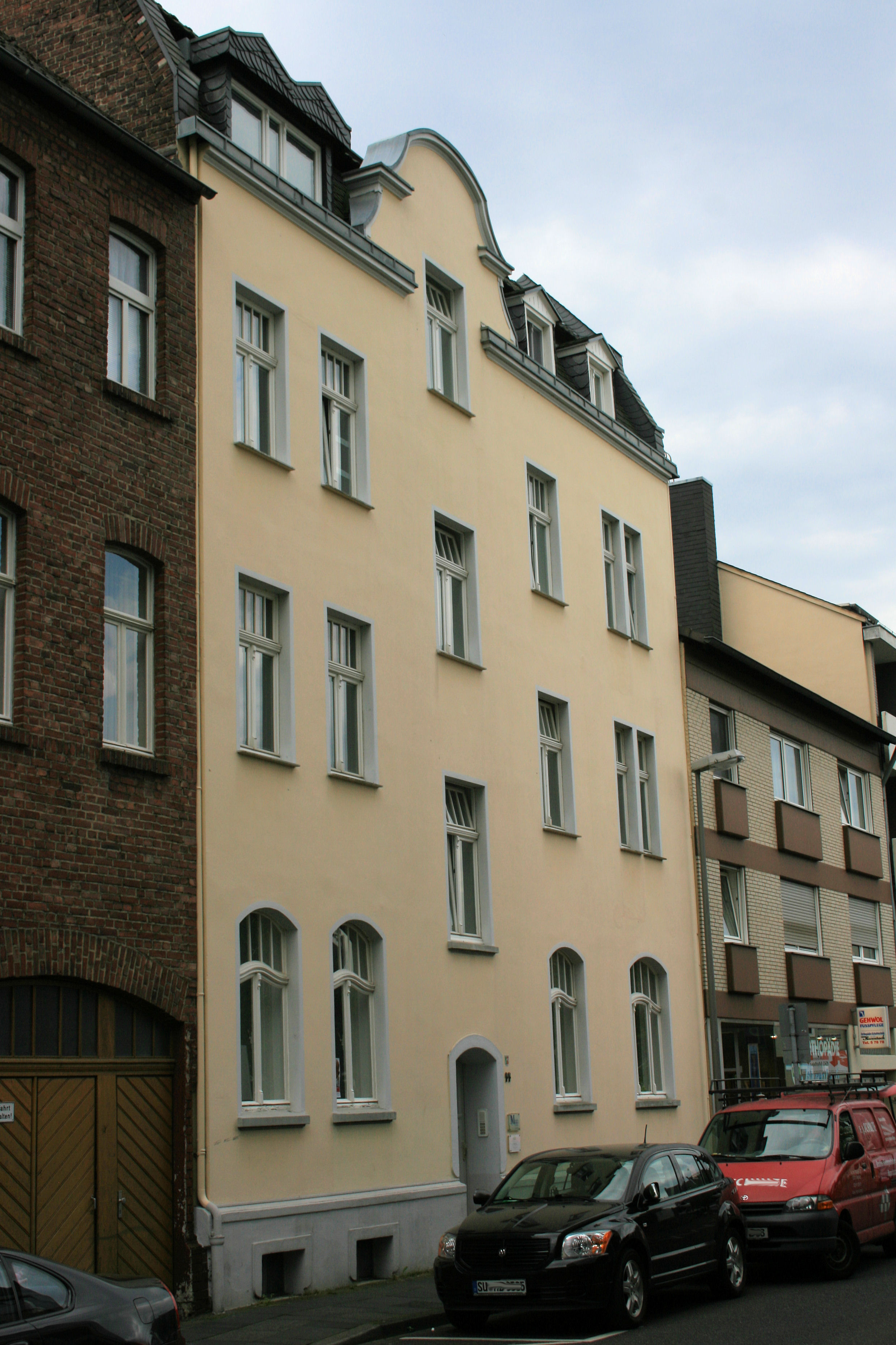
Haus Nr. 44
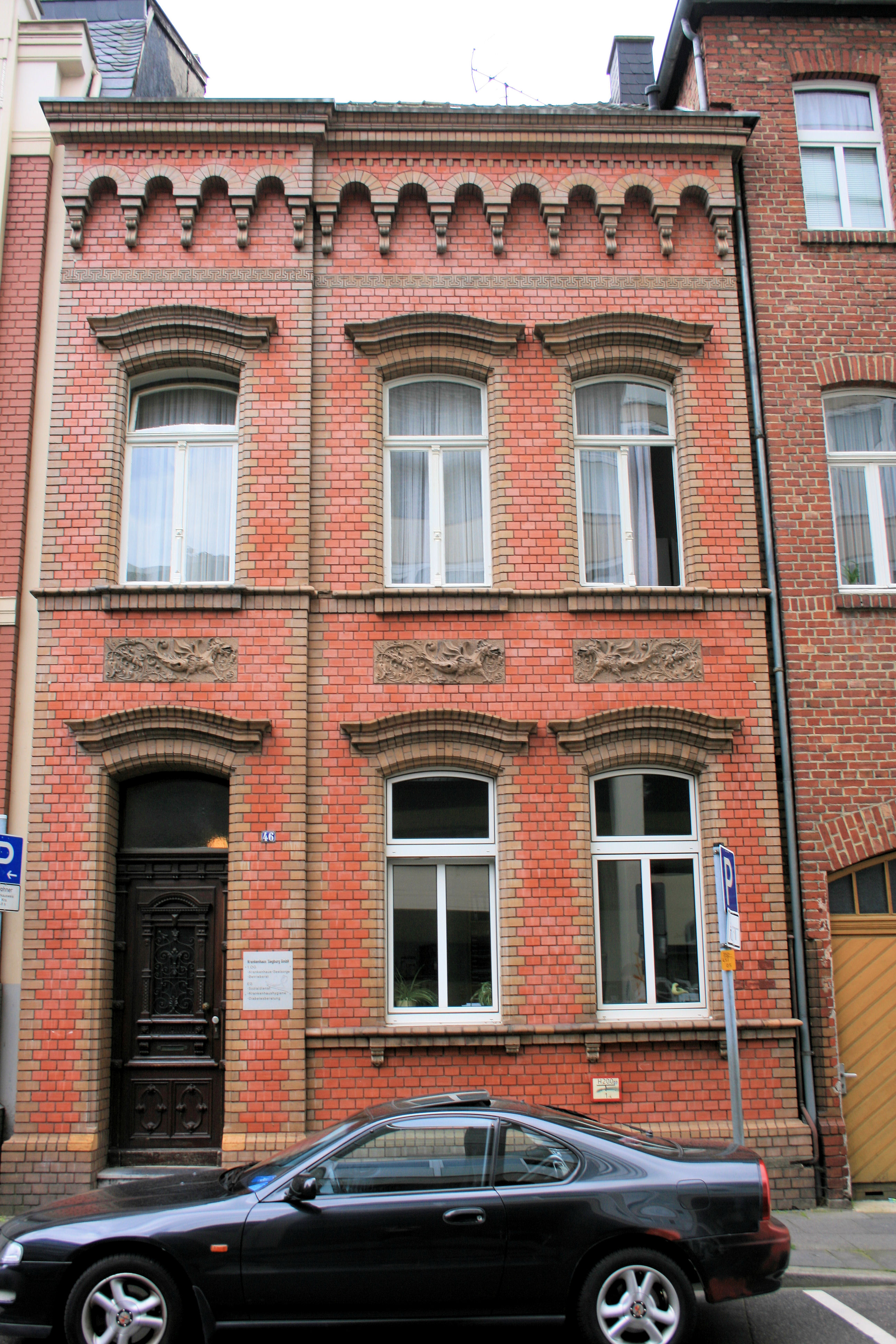
Haus Nr. 46
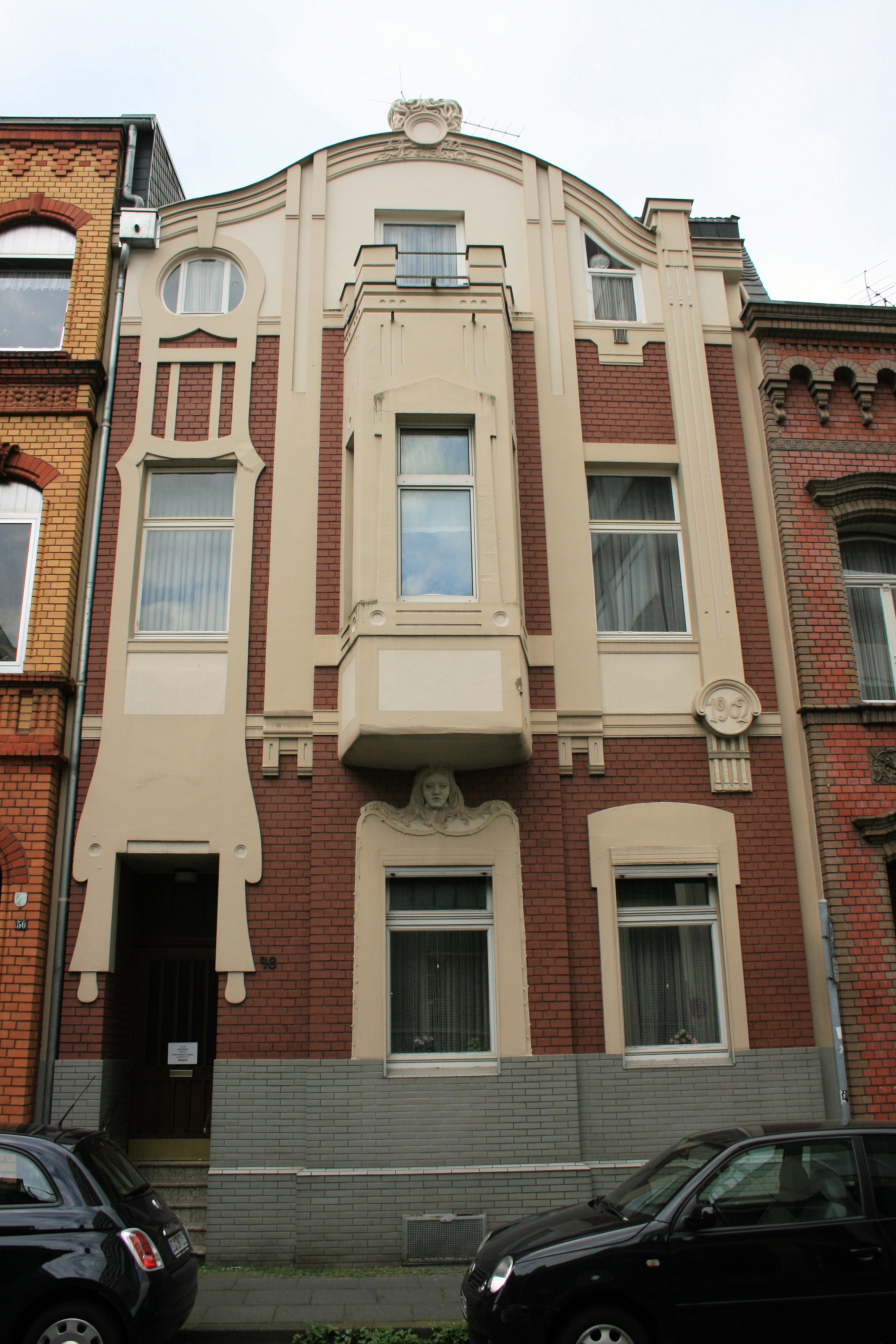
Haus Nr. 48
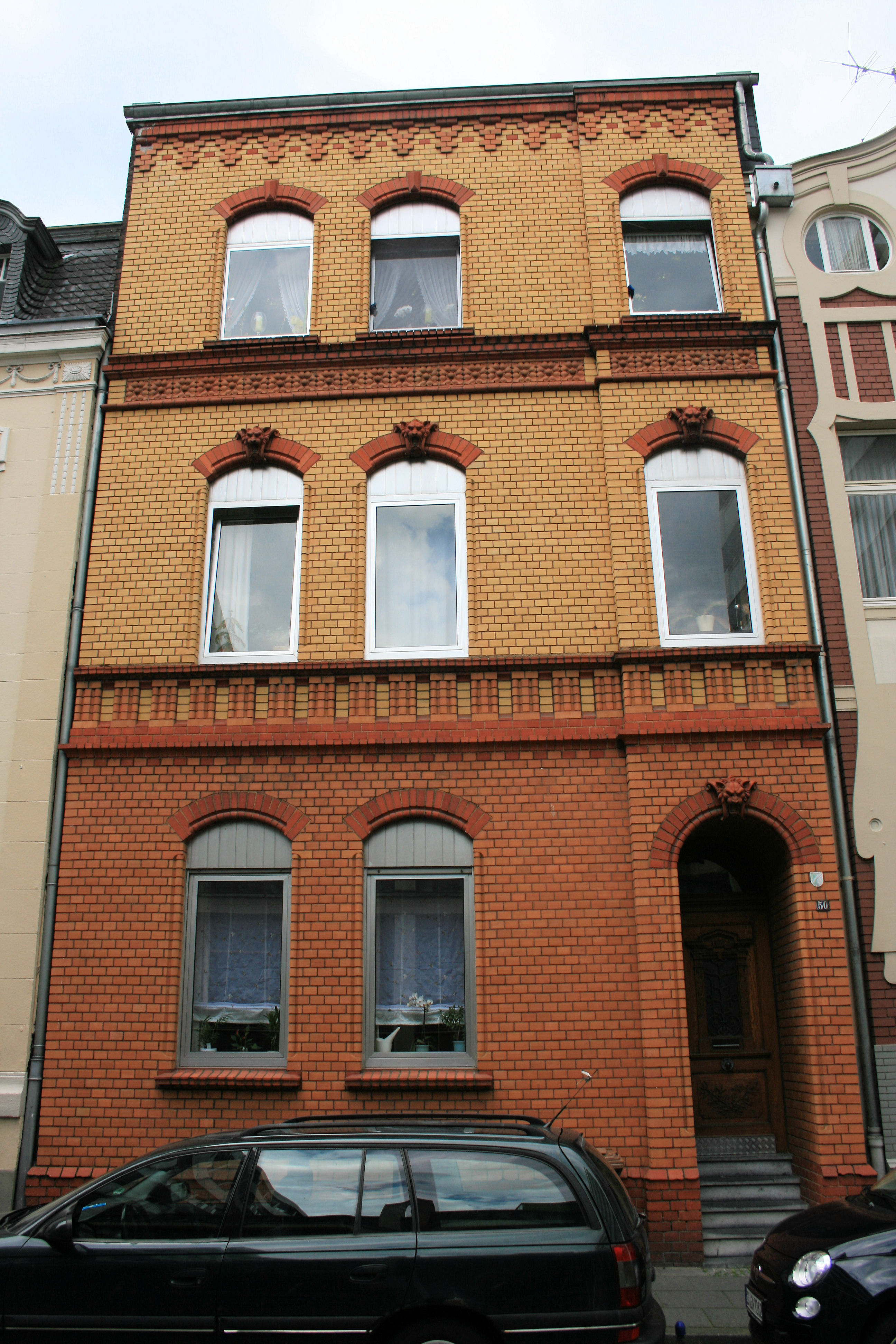
Haus Nr. 50
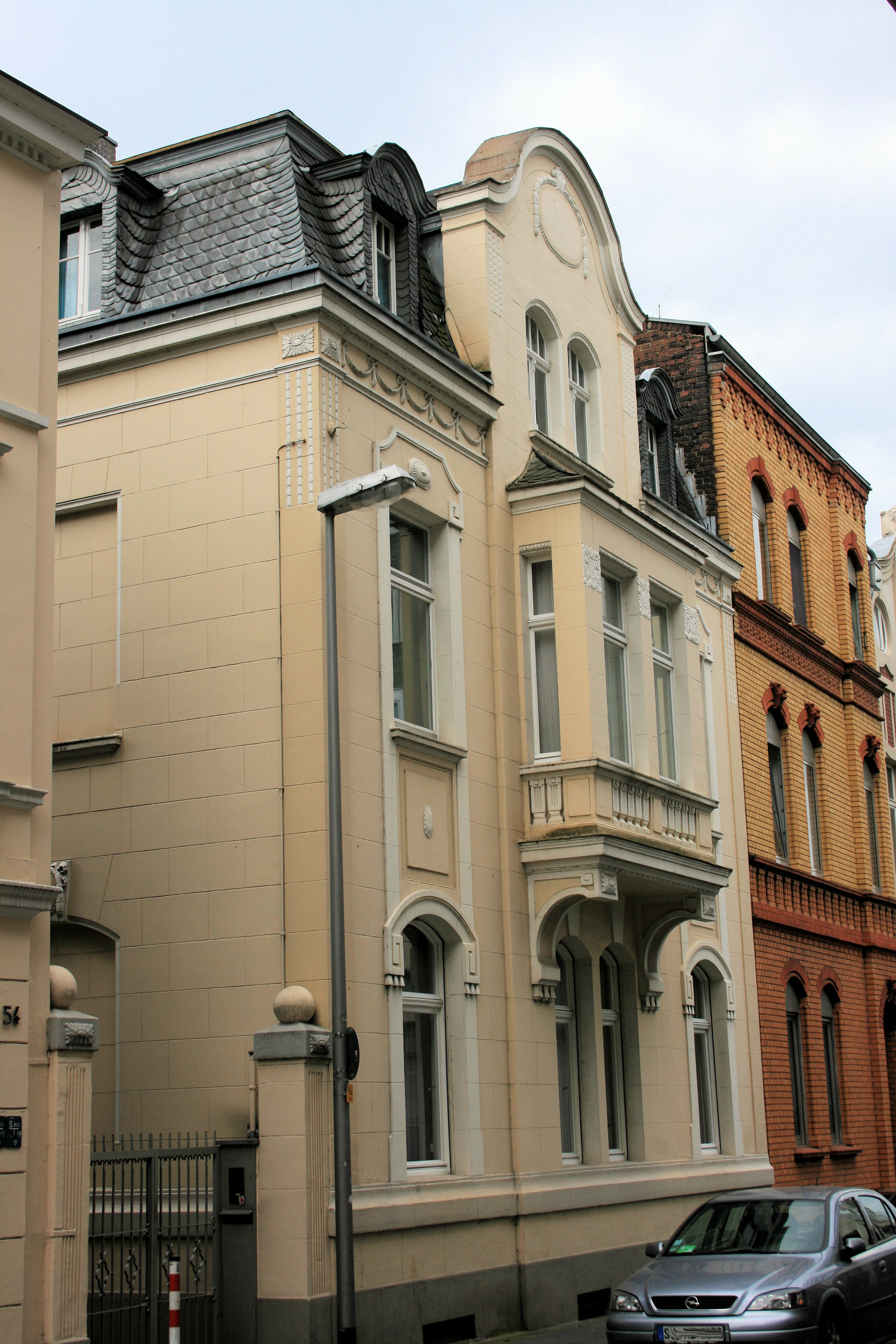
Haus Nr. 52
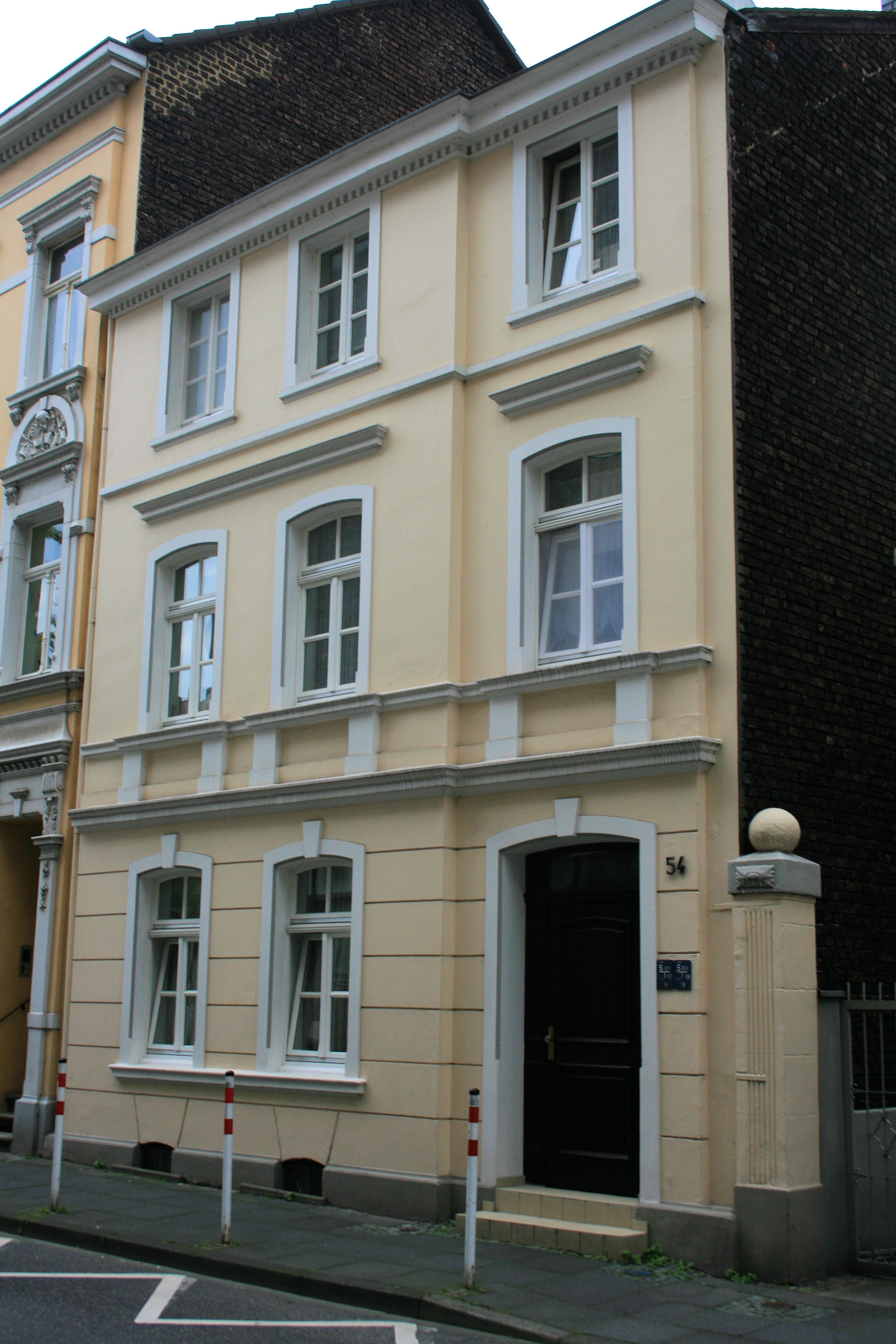
Haus Nr. 54
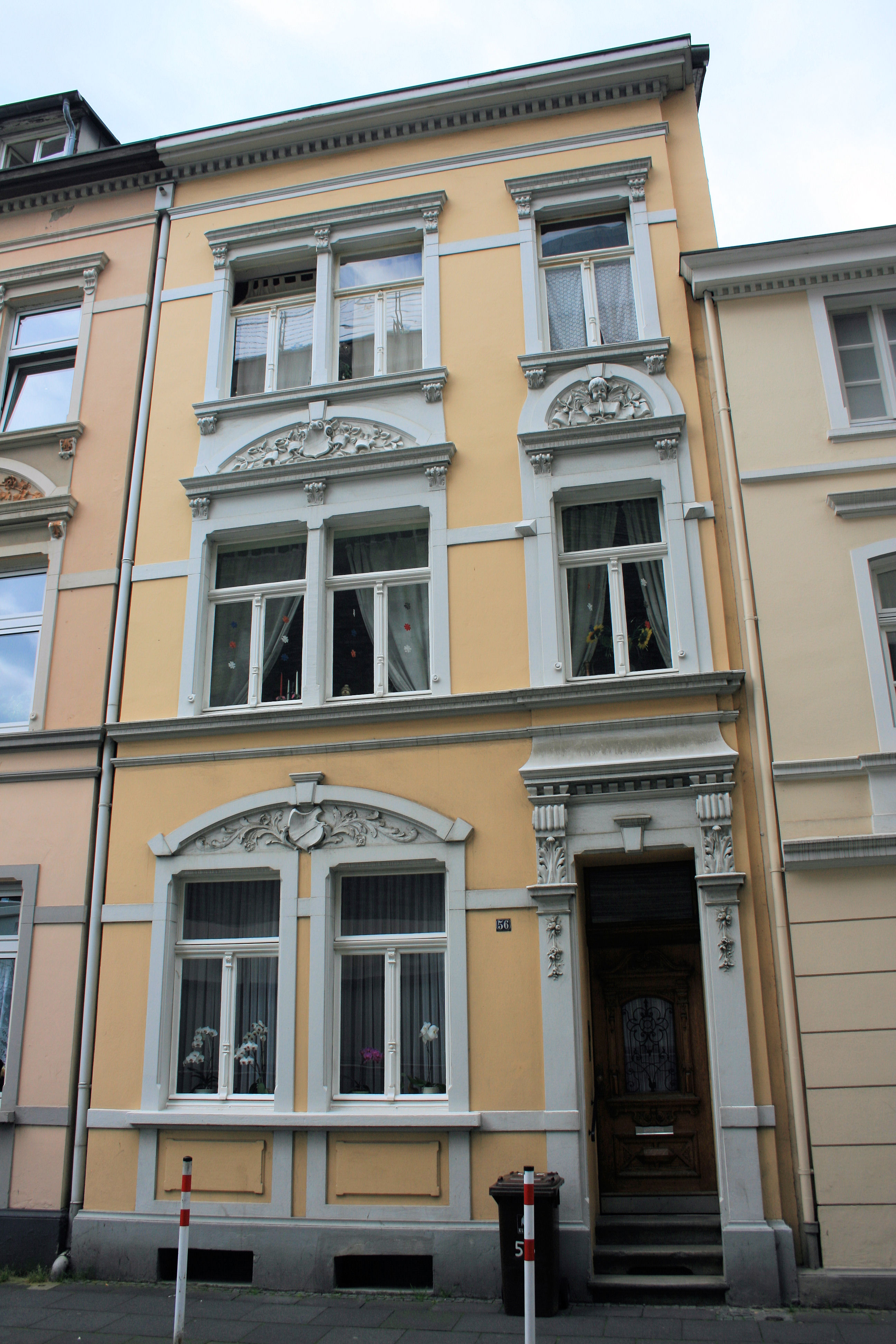
Haus Nr. 56
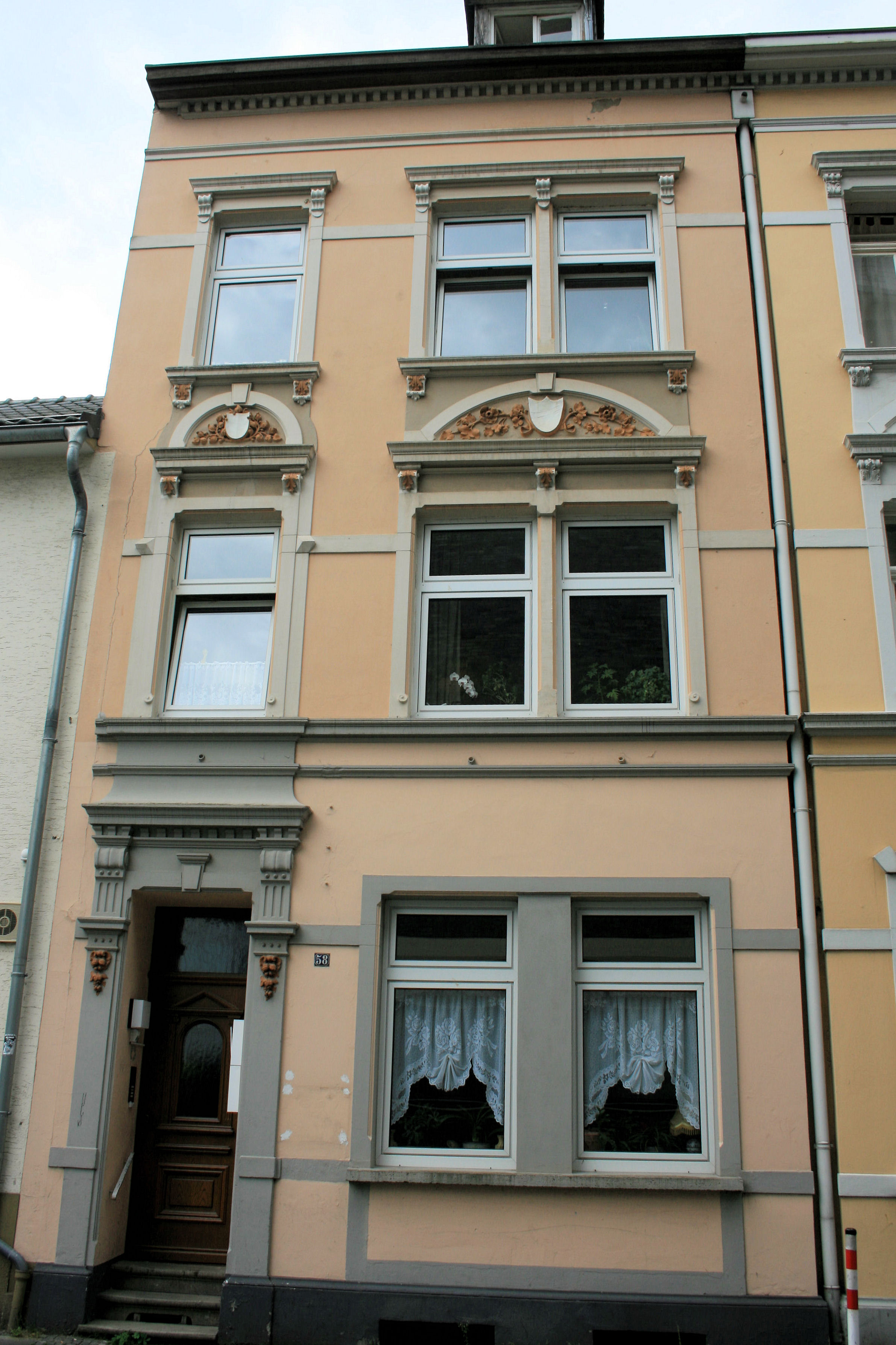
Haus Nr. 58